# Schlacht bei Fontarrabie
Les Avins – Löwen – Tornavento – Guetaria – Fontarrabie – Corbie – Diedenhofen 1639 – Turin – Arras 1640 – Aire-sur-la-Lys – La Marfée – Honnecourt – Barcelona – Cartagena – Diedenhofen 1643 – Rocroi – Orbetello – Fort Mardyck – Dünkirchen – Rethel – Bordeaux – Lens – Arras 1654 – Valenciennes – Dünenschlacht
Die Schlacht bei Fontarrabie (auch: Fontarabie, spanisch Fuenterrabía) fand am 7. September 1638 während des Französisch-Spanischen Krieges (der wiederum Teil des Dreißigjährigen Krieges war) statt und endete mit einem Sieg der Spanier. Es handelte sich dabei um das Aufbrechen des französischen Belagerungsrings um Fontarrabie durch ein spanisches Entsatzheer.
Den Franzosen standen 18.000 Fußsoldaten, 2.000 Reiter und 20 bis 30 Kriegsschiffe, auf denen sich mehr als 7.000 Marineinfanteristen befanden, zur Verfügung.
Fontarrabie wurde von 1.300 Mann verteidigt, denen 15.000 Fußsoldaten und 500 Reiter zu Hilfe kamen.

## Die Schlacht
Die französischen Streitkräfte wurden an Land von Henri II. de Bourbon, prince de Condé, und von Henri d’Escoubleau de Sourdis befehligt. Sie bestanden aus 27.000 Mann und einer Anzahl von Kriegsschiffen. Es wird geschätzt, dass von den Franzosen etwa 18.000 Kanonenschüsse auf die Festung abgegeben wurden. Am Ende der Belagerung gab es in der Stadt noch etwa 300 Überlebende, die meisten davon Frauen und Kinder. Auch wenn die Stadt fast völlig zerstört wurde, ergab sie sich nicht.
Am 7. September erschien die spanische Entsatzarmee unter dem Kommando von Juan Alfonso Enríquez de Cabrera, XI. Almirante de Castilla, vor der Stadt, um die Belagerung mit Waffengewalt zu beenden.
Durch die Unfähigkeit der französischen Kommandeure entwickelte sich die Schlacht in dem Moment zu einer Niederlage, als die Franzosen die Flucht ergriffen und dabei fast ein Viertel ihrer Soldaten verloren. Henri d’Escoubleau de Sourdis und einer seiner Unterbefehlshaber, Bernard de La Valette, wurden für das Desaster verantwortlich gemacht. Escoubleau de Sourdis schob jedoch die Schuld auf Bernard de La Valette, da dieser einen entscheidenden Angriffsbefehl nicht ausgeführt hatte, weil er glaubte, dass keine taktische Notwendigkeit bestehe – oder weil er ein Scheitern befürchtete. La Valette wurde daraufhin zum Tode verurteilt, konnte sich jedoch nach England in Sicherheit bringen und wurde später rehabilitiert.

## Gedenken
Des Siegs über die Franzosen wird immer noch alljährlich am 8. September mit einem Umzug, genannt El Alarde, gedacht.
Die Stadt Fontarrabie wurde mit dem Titel „Muy noble, muy leal, muy valerosa y muy siempre fiel“ (deutsch sehr edel, sehr loyal, sehr tapfer und allzeit sehr treu) geehrt.